# Угам (село)
Угам (каз. Ұғым) — село в Казыгуртском районе Туркестанской области Казахстана. Входит в состав Жигергенского сельского округа. Код КАТО — 514036800.

## Население
В 1999 году население села составляло 136 человек (78 мужчин и 58 женщин). По данным переписи 2009 года, в селе проживал 121 человек (66 мужчин и 55 женщин).